# No. 6 (roman)
Pour les articles homonymes, voir No. 6.
No. 6 (Number Six ou No 6) est une série de light novel bunko en neuf tomes écrits par Atsuko Asano et publié par Kōdansha entre octobre 2003 et juin 2011. L'œuvre est traduite en France, aux éditions du Rocher.
Un manga dessiné par Hinoki Kino est publié dans le magazine ARIA entre mars 2011 et décembre 2013. La version française est annoncée par Vega-Dupuis pour septembre 2023.
Une série animée adaptant le roman et produite par le studio Bones est diffusée entre juillet 2011 et septembre 2011 sur la chaîne Fuji Television dans le créneau noitaminA.

## Synopsis
L'histoire se déroule dans un futur lointain où après un grand conflit toute la planète fut dévastée, à la suite de cela l'armement militaire a été proscrit et le commandement donné à une autorité indépendante dans les six régions restantes. L'histoire prend place dans l'une de ces régions, la cité No. 6. Shion, un jeune garçon, a été jugé à l'âge de deux ans comme étant un être ayant une intelligence extrêmement élevée lui permettant de vivre dans une zone luxueuse baptisée Chronos, cadre jugulé à favoriser le bon développement de ses capacités.
Le jour de son douzième anniversaire, il rencontre un garçon en cavale du nom de Nezumi. Celui-ci vient en réalité de s'échapper de la maison correctionnelle où sont placés tous ceux jugés comme rebuts de la société par la ville et ses autorités. Shion le soigne et l'héberge, mais ce dernier disparait le lendemain sans laisser de traces. Shion se voit alors privé d'une grande partie de ses privilèges pour complicité de fuite et se retrouve déporté à "Lost town".
Quatre ans plus tard, il est témoin d'un incident dans lequel il se fait piquer par une abeille parasite et contracte une maladie incurable qui accélère son vieillissement. Cet incident le mènera au secret de No. 6...

## Personnages
Shion (紫苑, ou Aster dans le livre)
Son nom fait référence aux fleurs de lilas, que sa mère affectionnait particulièrement avant la réorganisation de la cité de Chronos. Personnage principal de No. 6, il est considéré comme surdoué dès l'âge de deux ans, ce que sa meilleure amie Safu ne manque pas de lui rappeler dès qu'elle en a l'occasion. Il vit ainsi le début de sa vie dans le quartier riche de la ville, Chronos, avec sa mère Karan. Un soir de tempête, il recueille Nezumi, blessé, en fuite. Il le soigne, le nourrit et le loge pour la soirée, sans se soucier du fait qu'il soit un « criminel » recherché par le Ministère de la paix. Il devra déménager à Lost Town avec sa mère à la suite de cet épisode, les autorités sachant qu'il a aidé Nezumi à fuir. Plus tard, dans le cadre de son travail, il sera le témoin des premières victimes des abeilles parasites ; les autorités chercheront à l'emprisonner pour éviter qu'il ne parle du fait que le gouvernement cache ces morts inexpliquées en les qualifiant de disparitions ou d'accidents. C'est l'intervention de Nezumi qui le sauvera. Par la suite, Shion est lui-même victime du mystérieux poison produit par des abeilles parasites qui frappent No. 6. Avec l'aide de Nezumi, il y survit, mais avec des séquelles : ses cheveux sont devenus blancs, ses yeux rouges, et une cicatrice en forme de serpent s'enroule autour de son corps.
Il tisse des liens forts avec le peu de personnes avec lesquelles il communique. En réalité, on ne peut pas vraiment le qualifier de sociable, car sa naïveté l'empêche bien souvent de comprendre le portrait que les autres se font de lui. Il suscite néanmoins une certaine fascination chez les individus qui le côtoient, tant par sa gentillesse, son intelligence ou sa candeur. Mais Shion peut faire preuve d'une certaine brutalité, en particulier quand les êtres qui lui sont chers sont menacés. Dans ces moments, il se montre sans pitié, froid et presque cruel. Son comportement enfantin et immature peut être mis en analogie avec celui d'un jeune enfant  : innocent, candide, aimant, mais colérique voire capricieux.
Il est très attaché à sa mère, à laquelle il pense régulièrement à partir du moment où il devient fugitif. Il a également noué au cours de sa scolarité à Chronos des liens très solides avec Safu, une de ses camarades de classe. Bien qu'il ne l'ait jamais considérée que comme une amie, lorsqu'elle lui fait part de son intention et de sa volonté de se rapprocher de lui, il ne la repousse pas et lui demande simplement d'attendre qu'il soit prêt pour aller plus loin avec elle.
Mais Nezumi est vraisemblablement la personne la plus chère à ses yeux. Fasciné par ce garçon tout à son opposé, il en est intrigué dès leur première rencontre. Toutefois, cela ne l'empêche pas de placer durablement et entièrement sa confiance en Nezumi, lequel marquera d'ailleurs différentes ruptures du parcours de Shion. Ils habitent ensemble après la fuite de la cité. Shion embrassera Nezumi alors qu'il pensait devoir se séparer de lui pour aller secourir Safu.
Nezumi (ネズミ)
Littéralement « rat ». Mais ce n'est qu'un surnom qu'on lui a donné, on ne connaît pas son vrai nom. Lors de sa fuite d'un centre correctionnel, il rencontre Shion un soir de tempête : il entre dans sa chambre car la fenêtre était ouverte, le menace de l'étrangler. Shion reste calme, et en toute connaissance de cause, l'héberge, le soigne et prend soin de lui ; il en reste marqué à jamais. Quatre ans plus tard, il vit dans le quartier ouest, à l'extérieur des murs de No. 6. Il semble imposer un certain respect aux personnes qui le connaissent, notamment parce qu'il est acteur et chanteur et se produit dans un théâtre du quartier ouest, où il joue des rôles féminins sous le pseudonyme de Eve. Il tire de ce rôle beaucoup de succès et use du charme autour de son personnage pour parvenir à ses fins. En règle générale, Nezumi est une personne méfiante, toujours sur le qui-vive. Il n'est guère que Shion qui puisse se targuer de la confiance de Nezumi, ce qu'il ne réalise pas réellement néanmoins. Nezumi ne se montre pas souvent attentionné ou protecteur, attitude des faibles selon lui. Mais il développe toutefois une grande bienveillance et un attachement certain à Shion. "Nous n'aurions jamais dû nous rencontrer" est une réplique qui revient régulièrement dans son discours : il tient sa rencontre avec Shion à la fois comme un point de rupture dans son comportement autocentré et même égoïste, mais aussi comme l'instant où Shion a perdu toute possibilité de mener la vie qui lui été destinée. Cette rencontre bouleversa l'univers et les conceptions des deux garçons.
On apprendra au cours de l'histoire que Nezumi est le dernier survivant d'une communauté vivant dans la forêt et liée à Elyurias exterminée par No.6.
Safu (サフ)
Une amie d'enfance de Shion, elle aussi surdouée, appartient à une classe d'élite spéciale. Elle est amoureuse de Shion, et lui demandera de coucher avec lui. Elle étudie en particulier les comportements humains, ce qui lui permet de connaître les ressentis des personnes qu'elle fréquente sans qu'ils puissent lui cacher. Néanmoins, elle manque parfois de subjectivité, s'arrête souvent aux faits purement scientifiques et ses relations sociales sont par conséquent très formelles. À force de décrypter d'une manière pragmatique et objective, Safu se bride et n'arrive en fin de compte qu'à observer mais pas à créer de vrais liens. Le seul réel ami de Safu est Shion, qui fait abstraction du côté très méthodologique de sa camarade. Safu est très proche de sa grand-mère, qui est la seule famille qui lui reste par ailleurs. À sa mort, elle va jusqu'à interrompre ses études à l'étranger - chose pourtant exceptionnelle pour un citoyen de N°6 - pour lui rendre hommage avant ses obsèques.
Karan (カラン)
Mère de Shion, douce, gentille, elle semble liée d'une certaine façon aux bâtisseurs de No. 6 (on la voit sur une photo poser avec ceux qui ont créé No. 6). Elle tient une boulangerie dans Lost Town, et s'entend particulièrement bien avec Riri, une jeune cliente. Après sa disparition, elle est très inquiète pour son fils Shion, et correspond avec lui par courrier, qui sont transportés par les souris de Nezumi.
Inukashi (イヌカシ)
Littéralement « loueur de chiens ».
Il a été élevé par un chien. Il tient un "hôtel" et loue ses chiens à ses clients pour qu'ils se réchauffent la nuit. Grâce à ses chiens, il fait passer des fournitures dans le quartier ouest contre de l'argent. Quand Shion arrive dans le quartier ouest, il lui donne du travail (laver les chiens) et se confie à lui. Au premier abord, il semble détester Nezumi, mais en fait, il l'apprécie car il chante quand ses chiens meurent, pour "guider leurs âmes". Il est effrayé par la mort et cherche à survivre par tous les moyens. Il est sous-entendu que ce personnage soit de sexe féminin lorsque Shion le saisit par les épaules est qu'il remarque que sa stature est relativement féminine, ceci est sous tendu par le fait que ce personnage soit relativement androgyne.
Rikiga (力河 (リキガ))
C'est un journaliste qui autrefois publiait des journaux sur la vie extérieure, mais un jour, alors qu'il voulait rentrer chez lui à N°6, il s'aperçoit qu'il ne peut plus car les services de sécurité ont bloqué l'entrée la ville.
Il sombre alors dans l'alcool, publie des revues pornographiques et fait du commerce de prostituées avec les gens haut placés dans N°6.
C'était un ancien ami de Karan et il est amoureux d'elle mais elle l'a rejeté. Quand il découvre que Shion est le fils de cette dernière, il est prêt à tout pour l'aider, lui ainsi que Nezumi (il est d'ailleurs fan d'Eve).
Lily
C'est une petite fille qui vient souvent acheter des viennoiseries dans la boulangerie de Karan. Ces deux-là s'aiment beaucoup.

## Manga
Un manga dessiné par Hinoki Kino est publié dans le magazine ARIA entre mars 2011 et décembre 2013. La version française est annoncée par Vega-Dupuis pour septembre 2023.

## Anime
Une série animée adaptant le roman et produite par le studio Bones est diffusée entre juillet 2011 et septembre 2011 sur la chaîne Fuji Television dans le créneau noitaminA.

### Liste des épisodes
L'unique saison contient onze épisodes d'une durée standard de 23 minutes.
- 01. Le Rat trempé (びしょぬれネズミ, Bishonure Nezumi?)
- 02. La Ville parée de lumière (光まとう街, Hikari matou machi?)
- 03. La Vie et la Mort (生と死と, Sei to shi to?)
- 04. Le Bien et le Mal (魔と聖, Ma to sei?)
- 05. Le Carnaval cadavre (冥府の天使, Meifu no tenshi?)
- 06. Ange de la mort (密やかな危機, Kiki hisoyakana?)
- 07. Vrai mensonge-fausse vérité (真実の嘘·虚構の真実, Shinjitsu no uso kyoko no shinjitsu?)
- 08. La Cause (そのわけは..., Sono wake wa ...?)
- 09. La Scène du désastre (災厄の舞台, Saiyaku no butai?)
- 10. Les Dessous de la scène (奈落にあるもの, Naraku ni aru mono?)
- 11. Dis-moi la vérité (伝えてくれ,ありのままを, Tsutaetekure, arinomama wo?)